# 多系統萎縮症
多系統萎縮症（たけいとういしゅくしょう、英語: Multiple System Atrophy; MSA）は、代表的な神経変性疾患の1つである。
進行性の小脳症状をしばしば呈することから、脊髄小脳変性症の1型（孤発性）と分類され、日本の脊髄小脳変性症の中で最も多い。多系統萎縮症は国の指定難病の一つである。多系統萎縮症は成年期（人間の30歳以降、殆どが40歳以降）に発症し、組織学的には神経細胞とオリゴデンドログリアに不溶化したαシヌクレインが蓄積し、この病気の進行性の細胞変性脱落を来す疾患である。初発から病初期の症候が小脳性運動失調であるものはオリーブ橋小脳萎縮症（olivopontocerebellar atrophy：OPCA）、パーキンソニズムであるものの場合、線条体黒質変性症、特に起立性低血圧など自律神経障害の顕著であるものはシャイ・ドレーガー症候群と各々の原著に従い称される。いずれも進行するとこれら三大症候は重複してくること、画像診断でも脳幹と小脳の萎縮や線条体の異常等の所見が認められ、かつ組織病理も共通していることから多系統萎縮症と総称される。

## 歴史
かつては小脳症候を主徴とするものはオリーブ橋小脳萎縮症（OPCA、1900年）、起立性低血圧、排尿障害、睡眠時無呼吸（喉頭喘鳴）などの自律神経症状を主徴とするものはシャイ・ドレーガー症候群（Shy-Drager Syndrome、SDS、1960年）、動作緩慢、小刻み歩行、姿勢反射障害などのパーキンソン症候群を主徴とするものは線条体黒質変性症（SND、1960-64年）と分類され、1960年代の終わりからこれら3つの疾患の臨床症状と病理学的所見には共通した内容が多いことが注目された。該当内容を包括する概念として1969年にGrahamやOppenheimerらが多系統萎縮症という疾患概念を考案した。1989年に米国のPappらがMSAでは臨床病型に関係なく100%の例でオリゴデンドログリアに嗜銀性封入体が出現することを報告し疾患概念として確立した。この封入体がグリア細胞質内封入体（GCI）と呼ばれMSAに特異的な封入体である。1998年にはグリア細胞質内封入体がα-シヌクレイン陽性となることが報告され、多系統萎縮症はパーキンソン病やレビー小体病とともにαシヌクレノパチーという新たな疾患概念を形成することになった。MSAは臨床症状によりMSA-P（multiple system atrophy predominated in parkinsonism）と小脳失調が優位になるMSA-C（multiple system atrophy predominated in cerebellar ataxia）に大きく分類される。

## 症状
Gilmanらによって提唱された診断基準では臨床病型は小脳失調の強いMSA-Cとパーキンソン症候群が強いMSA-Pに分かれる。第2回コンセンサス会議では優勢な運動症状が経時的に変化しうることを踏まえてMSA-PとMSA-Cの呼称は評価時点の主症状を指すことになった。発症時期は運動症状（パーキンソン症状または小脳性運動失調）もしくは自律神経症状（起立性低血圧または排尿障害）を自覚した時である。あるいは疑い例の基準で定義された自律神経症状を自覚した時とされている。発症時期に陰萎や女性の性器感度低下は含まれていない。MSA-CとMSA-Pの相対的頻度は地域や人種の違いによって異なる可能性がある。ヨーロッパではMSA-Pが多いが日本ではMSA-Cが多い。日本から家族性の発症の報告もある。

### 自律神経症状
排尿障害と起立性低血圧が重視されている。高度な自律神経障害はパーキンソン病の除外基準ではないことにも注意が必要である。
神経因性膀胱 (排尿障害)
排尿障害はMSAでは早期から高頻度に出現することが多い。MSAの排尿障害では蓄尿障害と排出障害の両方がみられる。アンケート調査では日中頻尿、夜間頻尿、尿意切迫感、切迫性尿失禁、排尿開始遅延、排尿時間延長、尿勢低下、間欠排尿、腹圧排尿が健常者比較して高頻度であった。またMSA患者の自律神経障害では排尿障害は96%で認められ起立性低血圧の46%よりも高頻度であった。この検討では残尿が74%認められ、100ml以上の残尿が52%で認められていた。発症1年目は平均残尿量が71mlであったが5年後には170mlと有意な増加が認められる。MSA患者20例とパーキンソン病患者20例の検討ではMSA患者では残尿量がパーキンソン病患者よりも多く、100ml以上の残尿はMSAでは11例に認められたがパーキンソン病患者では1例のみでしか認められなかった。頻尿や夜間頻尿はMSAとPDのどちらでも認められるが尿失禁と残尿はMSAでは早期から認められるがPDでは早期から認められることが稀のため鑑別や早期診断に重要である。MSAの18.2%は最長7年間、排尿障害のみで経過する。
起立性低血圧
正常の人では、立ちあがったときにふらついたり、気を失ったりすることはないが、このような症状の出る時を起立性低血圧症という。起立性低血圧は排尿障害に比べて頻度は低く、進行してから顕在化することが多い。起立3分後よりも10分後の測定によりOHの頻度が増えることが報告されている。初期より高度の起立性低血圧を示し、失神を繰り返す例もある。急に立ち上がったり、起き上がった時に血圧が低下し、軽い意識障害、いわゆる立ちくらみをおこすことである。 正常者でもありますが、症状が強く病的な場合起立性低血圧という。 脳への血液循環が減少することによって起こり、めまい(回転性ではない)や吐き気がおこり、意識がなくなることもある。
呼吸障害、睡眠時無呼吸、喉頭喘鳴
声帯の奇異性運動が上気道閉塞の原因として重要である。吸気時の気道狭窄音や吸気時のため息もMSAに特徴的な呼吸障害とされている。診断基準では喘鳴はMSA疑い例の基準における補足的特徴のひとつになっており、吸気性ため息はred flagsのひとつになっている。
神経因性消化管障害 (便秘)
陰茎勃起障害

### 錐体外路症状
パーキンソン症候群が知られている。振戦では不規則でミオクローヌスも合併しうる姿勢時振戦や動作時振戦を認める一方で丸薬丸め様のPDに特徴的な安静時振戦は稀である。パーキンソン症状は左右対称の場合が多いが非対称例も少なくない。姿勢保持反射障害はPDよりも早期に出現し、進行速度がはやい。L-DOPAへの反応性は初期には認められることもある。

### 錐体路症状
日本では稀であるが深部腱反射亢進やバビンスキー反射が認められることがある。錐体外路障害の代表的な症状はパーキンソニズムである。 パーキンソン病で見られるような筋強剛、振戦、動作緩慢が起こる。 また体が勝手に動いてしまうジストニア（不随意運動）、ジスキネジアといった症状も錐体外路障害の一つである。ジスキネジアとは、錐体外路の中でも大脳基底核という部位が障害されて出現する、おかしな動きの総称を意味する。

### 小脳症状
歩行運動失調が最多で小脳性構音障害や小脳性眼球運動障害を伴う症例も多い。早期の眼球運動異常では眼振は認められず、短形波様律動性眼球運動、衝動性追従運動および測定障害性サッケードなどが生じる。核上性注視障害や衝動性眼球運動速度の緩徐化はMSAの特徴には含まれない。

### 認知症
かつては認知症はMSA診断に否定的な症候であったが、MSAでは遂行機能障害を中心とした前頭葉機能障害を認めることが明らかになった。

### その他
MSAでも軽度の垂直方向性核上性注視麻痺は認められることがある。とくにprobable MSAでは27％で認められたという報告もある。垂直方向性核上性注視麻痺が認めらた場合、進行性核上性麻痺と鑑別が必要である。

## 遺伝
MSAでは家族例は極めて稀である。例外的に家族性に発症する家系が複数報告されている。遺伝形式は優性遺伝が推定される家系もあれば、同胞発症で劣性遺伝の可能性がある家系もある。特に家系内でMSA-CとMSA-Pの発症例がある。東京大学の研究グループは家族性多系統萎縮症の検討からCOQ2遺伝子が発症に関与していると報告した。
多系統萎縮症症例の40％に神経変性疾患の家族歴があり、18％でパーキンソン病の家族歴があるという報告がある。この結果は遺伝的な因子が多系統萎縮症の発症の関与している可能性やパーキンソン病と多系統萎縮症で共通する病態があることを示唆する。

## 病理
多系統萎縮症はαシヌクレインの脳内蓄積を特徴とする神経変性疾患である。パーキンソン病ではαシヌクレインは主に神経細胞内に蓄積しレビー小体を形成するのに対して多系統萎縮症では主にオリゴデンドログリアの胞体内に蓄積し、グリア細胞内封入体(glial cytoplasmic inclusion、GCI)を形成する。GCIは疾患特異的な構造物であり、健常者の脳に認められることはほとんどないため、多系統萎縮症の病理学的診断指標である。
多系統萎縮症の病理診断は線条体黒質系やオリーブ橋小脳系の変性と中枢神経系の広範な領域に豊富なグリア細胞質内封入体を認めることによって確定する。オリゴデンドログリア内のGCIの他、ミエリン崩壊、ミクログリア活性化を含む神経炎症所見が多系統萎縮症の神経病理学的特徴と考えられている。
MSA-Cでは下オリーブ核、橋核、小脳皮質（プルキンエ細胞）にMSA-Pでは被殻の背外側部と黒質に高度の神経細胞脱落とグリオーシスが認められる。さらに自律神経系（視床下部、迷走神経背側核、脊髄中間質外側核、脊髄オヌフ核）にも神経脱落が認められる。しかし、これらの系統が単独で障害される例が存在せず、実際にはオリーブ橋小脳系、線条体黒質系、自律神経系の3系統が様々な程度と組み合わせで障害される。どの系統が最も早期から障害されるかによって臨床的病型が決定される。運動ニューロン系（大脳運動野、錐体路、脊髄前角）もMSAの病変部位となる。また前頭葉、側頭葉の萎縮、大脳白質広範変性などが認められる場合もある。

### 肉眼所見
線条体黒質系やオリーブ橋小脳系の構造物に様々な程度で萎縮や色調変化を認める。外見上、大脳に比し小脳と脳幹の萎縮が強いことが多い。割面では被殻の後方かつ背外側部優位に萎縮と褐色調変化を認め、中脳黒質の黒色調は減じて褐色調を呈する。橋底部は、しばしば高度に萎縮し、中小脳脚も萎縮する。延髄の下オリーブ核のリボン様構造は不明瞭化する小脳では、白質の萎縮と褐色調変化が強く、それに比し皮質の萎縮は軽く、歯状核や上小脳脚も比較的保たれることが特徴である。

### 組織所見
組織学的には変性部位には多数のGCIの出現を伴って、様々な程度で神経細胞や有髄線維の脱落、アストロサイトの増殖、ミクログリアの活性化が観察される。変性の程度と分布は臨床病型や罹病期間に大きく依存し多様である。人種間でオリーブ橋小脳系の優位タイプと線条体黒質系優位タイプの比率に差があることも報告されている。神経細胞脱落は、後部被殻背外側部、黒質、青斑核、プルキンエ細胞層、橋核、下オリーブ核、迷走神経背側核、胸髄中間質外側核、オヌフ核でしばしば高度に認められる。オリーブ橋小脳系では、小脳入力系の変性に比して出力系が保たれることが特徴である。橋核や、その軸索が形成する橋横走線維は高度に変性消失することが多い。一方、歯状核の神経細胞は萎縮するものの、脱落やグルモース変性は軽度であり、白質変性は歯状核門には及ばない。
線条体黒質系では被殻後部の神経細胞はしばしば高度に脱落し、ニューロピルは海綿状を呈し、内部を走る有髄線維束減少する。尾状核は外側優位、淡蒼球は外節優位に変性する。黒質の変性は緻密帯腹外側に強く、網様体におよぶ。
各部位の神経細胞脱落はグリア細胞質内封入体の出現数と相関することが報告されているがオリゴデンドログリアの脱落が高度になるとGCIも減少する。グリア細胞質内封入体は抗リン酸化αシヌクレイン抗体で標識され、ガリアス・ブラーク染色で嗜銀性を示し、三角錐や円錐、鎌形、楕円形など多彩な形態を示す。
αシヌクレインはオリゴデンドログリアの胞体内のみではなく、神経細胞の胞体にも蓄積し、neuronal cytoplasmic inclusion(NCI)を形成する。また、パーキンソン病とは異なり、神経細胞やオリゴデンドログリアの核内にも蓄積し、それぞれneuronal nuclear inclusion（NNI）、glial nuclear inclusion(GNI)を形成する。神経突起内の蓄積であるdystrophic neuriteも観察される。しかし、これらの構造物の出現量はGCIに比し圧倒的に少なく、通常、NCIが多数認められるのは橋核、下オリーブ核、被殻に限られる。
グリア細胞内封入体（GCI）

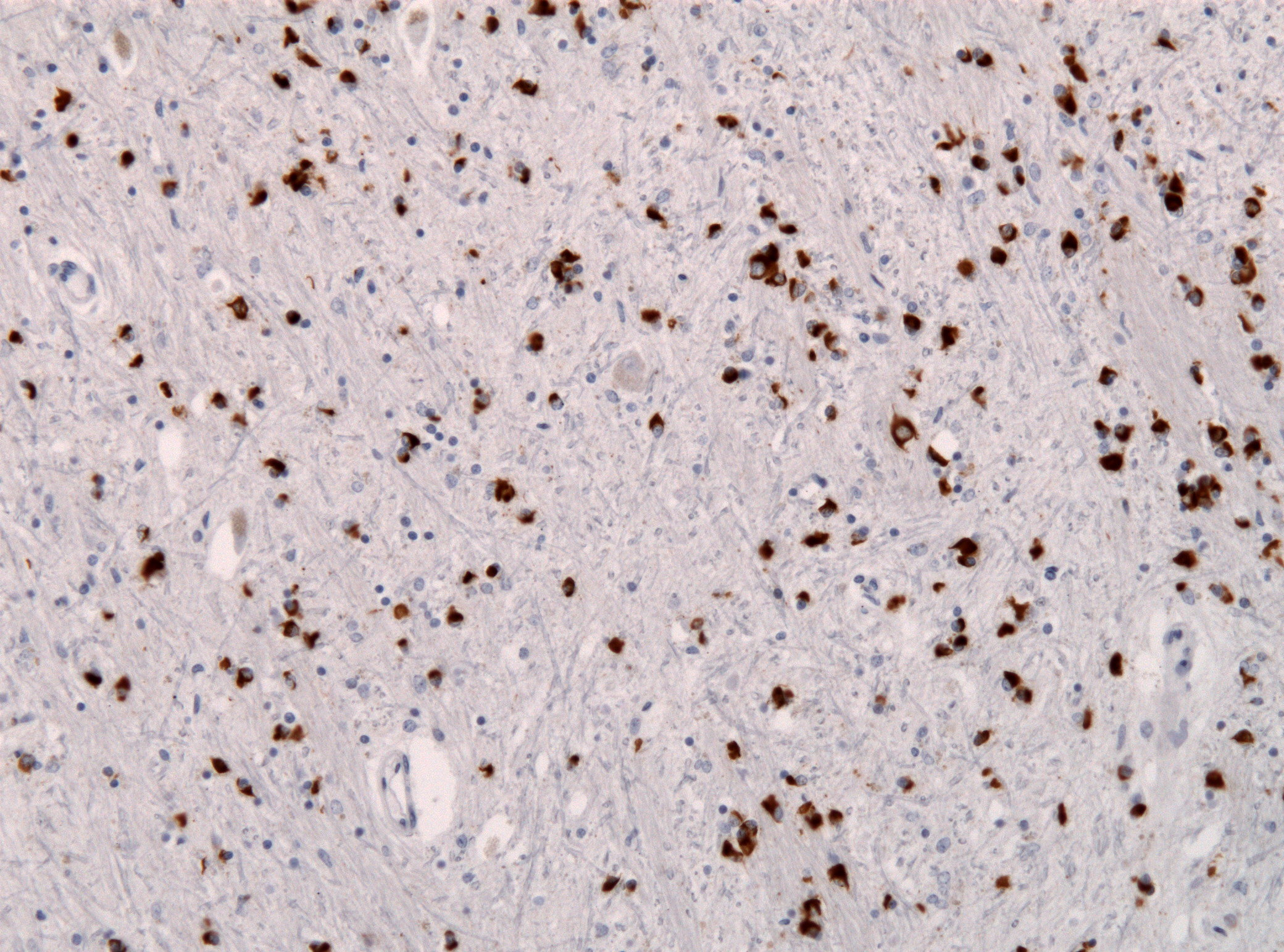
αシヌクレイン免疫染色ではオリゴデンドログリアの細胞質内にGCIが認められる

グリア細胞内封入体(glial cytoplasmic inclusion、GCI)はオリゴデンドログリアに認められMSAの病理診断では必須である。グリア細胞質内封入体はHE染色では淡いピンク色であり見落としやすいがガリアス染色またはαシヌクレイン免疫染色を用いると明瞭に検出できる。グリア細胞質内封入体は異常フィラメントが集簇した構造物である。グリア細胞質内封入体は中枢神経系に広範に分布し、特に神経細胞脱落を呈する神経核ならびにその投射線維に多い。グリア細胞質内封入体が多く認められる部位としては線条体、淡蒼球、内包、外包、橋底部、中小脳脚、小脳白質、大脳運動野などがあげられる。その一方で上小脳脚にはグリア細胞質内封入体があまり認めないと報告されている。MSAではオリーブ橋小脳系でも線条体黒質でも線条体黒質系でもグリア細胞質内封入体の出現数と神経脱落の程度は相関している。MSAにおけるもっとも早期の変化はオリゴデンドログリアにおけるαシヌクレインの蓄積、凝集でありその後、ミエリン、軸索の変性を経て神経細胞死と向かうと考えられている。GCIは脳広範に出現し、広範にオリゴデンドログリアが障害されることでMSAの多系統の障害は説明される。
グリア細胞質内封入体を含むオリゴデンドログリアでは核内にも点状ないし線状の封入体、GNIが認められることもある、また神経細胞質内封入体であるNCI、神経細胞核内封入体NNIや神経突起内にneuropil threadsなど知られている。GCI、GNI、NCI、NNI、neuropil threadsという5種類の構造物が知られている。グリア細胞質内封入体の増加と広がりに伴いNCIも増加しやがて神経細胞脱落が認められる。
パーキンソン病とMSAでは蓄積するαシヌクレインの化学的構造は同一と考えられている。パーキンソン病ではレビー小体の形成過程が観察されるがMSAのグリア細胞質内封入体は形成過程が観察されない。パーキンソン病ではグリア内蓄積はあるが核内蓄積は認められないがMSAではGNIなど核内蓄積がある。αシヌクレイン遺伝子の異常はパーキンソン病は起こすがMSAは起こさないといった違いが認められる。
小脳失調
小脳失調の責任病巣は多数ある。橋底部にある橋核神経細胞、その遠心路である橋小脳線維、中小脳脚、小脳白質、オリーブ小脳線維、小脳のプルキンエ細胞のなどが変性、脱落する。
パーキンソン症候群
MSAのパーキンソン症候群の責任病巣は被殻と中脳の黒質である。被殻では小型神経細胞が脱落し、黒質では緻密帯のニューロメラニン含有細胞が脱落する。被殻病変は背外側部で黒質病変は外側で強い。
自律神経系
視床下部、迷走神経背側核、脊髄中間質外側核、脊髄オヌフ核の神経脱落が認められる。突然死の責任病巣としては延髄のセロトニンニューロンの脱落が指摘されている。多系統萎縮症における自律神経障害は脳幹や脊髄の節前自律神経細胞の変性によって生じると考えられている。
認知機能
多系統萎縮症では罹病後期の認知機能障害は稀ではない。遂行機能障害や注意障害をはじめとする前頭葉機能障害目立つのが特徴である。しかし、認知機能障害の組織学的責任病巣はいまだ明らかではない。認知機能障害を呈する多系統萎縮症の中に、多数のneuronal cytoplasmic inclusionを伴い側頭葉が高度に萎縮する稀な一群も報告されている。

## 病態
多系統萎縮症の病態はαシヌクレイン病態、オリゴデンドログリアの機能障害、ミトコンドリア機能障害、神経炎症などがなる。細胞内病態としては鉄代謝異常やオートファジー機能障害や遺伝的な要因やエピジェネティックな機序も関係している。
多系統萎縮症ではαシヌクレイン発現・代謝異常がもたらす細胞生物学的変化がαシヌクレインの凝集・線維化に始まる病的カスケードを誘導する。また凝集αシヌクレインがプリオン同様に細胞間を伝播し病変を拡大させるという病態仮説に加え、特定の高次構造を有する凝集αシヌクレインと各シヌクレイノパチーの病理・臨床像形成の関係も近年注目されている。
MDSによる多系統萎縮症の診断基準を主導したオーストリアのインスブルック医科大学のGregor Wenning教授は多系統萎縮症の病態をαシヌクレインの凝集、特異的αシヌクレイン株と伝搬、αシヌクレインの役割、神経炎症シグナル伝達、その他に分類している。

### αシヌクレインの凝集
蛋白質の凝集は神経変性疾患の病理学的な特徴の一つである。多系統萎縮症ではオリゴデンドログリアにおけるαシヌクレイン蓄積とグリア細胞質内封入体形成が重要視されている。グリア細胞質内封入体出現頻度は神経細胞の核内および細胞質におけるαシヌクレイン蓄積に勝ること、グリア細胞質内封入体出現は神経細胞脱落とグリオーシスに先行すること、グリア細胞質内封入体出現頻度は多系統萎縮症病早期の重症度と罹病期間によく一致すること、一部のαシヌクレイン遺伝子（SNCA）点変異あるいは二重・三重重複を有する家系の一部の患者において多系統萎縮症類似の臨床像とグリア細胞質内封入体病理を認めること、ミスフォールドから凝集に至るαシヌクレインの構造変化が細胞死に関与すること、多系統萎縮症患者脳では特定の高次構造を有する凝集αシヌクレイン株が存在し、同構造は細胞間を跨いで伝播することなどが重症視される根拠になる。一方、正常脳ではαシヌクレインをほとんど発現しないオリゴデンドログリア内において、多系統萎縮症では多量のαシヌクレインが検出される理由は不明である。多系統萎縮症病変部のオリゴデンドログリアでαシヌクレイン発現が病的に高まっている可能性、αシヌクレイン分解機能が低下している可能性、あるいは神経細胞が分泌したαシヌクレインをオリゴデンドログリアが取り込んでいる可能性（プリオン仮説）が推定されているが、いずれも確証が得られていない。
グリア細胞質内封入体の形成機序に関しても未だ解明されていないが、1つの可能性としてオリゴデンドログリア特異蛋白であるTPPP（tubulin polymerization promoting protein）が多系統萎縮症患者の脳内でミエリン鞘から細胞質へ異常分布し、これがαシヌクレイン凝集を促進し、続発性の神経細胞死を起こすという説もある。これはprimary oligodendrogliopathy説と言われている。また多系統萎縮症患者の脳内には特有の高次構造を有する線維化αシヌクレイン株が存在し、グリア細胞質内封入体病理を誘導する可能性も指摘されている。αシヌクレインが多系統萎縮症の病態に深く関与することは疑いないがαシヌクレイン単一分子で病態の全てを説明できるかは議論の余地がある。実際、グリア細胞質内封入体には14-3-3、ユビキチン、αBクリスタリン、TPPPなど多くの分子が検出される。また、複数のαシヌクレイントランスジェニック多系統萎縮症マウスモデルでグリア細胞質内封入体病理形成に成功しているが、ヒトの多系統萎縮症の臨床・病理像を正確に模倣するまでに至っていない。その他の疾患感受性遺伝子の候補も報告されておりαシヌクレイン以外の分子が病態に関与する可能性も残されている。

### 特異的αシヌクレイン株と伝搬
多系統萎縮症で凝集するαシヌクレインはパーキンソン病で観察されるものと大きく異なる。クライオ電子顕微鏡による解析では多系統萎縮症患者の脳から単離されたαシヌクレイン線維とパーキンソン病患者脳から単離されたαシヌクレイン線維は構造が異なることが報告されている。多系統萎縮症患者のGCIに由来するαシヌクレイン株、特にオリゴマーは霊長類脳の神経細胞喪失と脱髄を引き起こすがGCI凝集は示さなかった。げっ歯類でも同様の傾向が認められた。またパーキンソン病ではαシヌクレイン凝集体が細胞間でプリオン様に伝搬することが知られているが多系統萎縮症のような急速な病態がプリオン様の伝搬で説明するのは困難と考えられている。

### αシヌクレインの役割
αシヌクレインのオリゴマーやポリマーが神経変性に関与する知見は多数ある。その一方でαシヌクレインのオリゴデンドログリアへの伝搬のメカニズムは完全には解明されていない。Gregor Wenning教授らは多系統萎縮症の病態をミトコンドリア機能障害から始まるオリゴデンドログリアの機能障害につながる多因子疾患と考えている。環境要因、遺伝的要因、エピジェネティックな要因、感染症や神経炎症はミトコンドリア機能障害の上流と考えられる。
一方、同じシヌクレイノパチーであるパーキンソン病では抗シヌクレイン抗体を用いた免疫治療はプラセボと比べて有効性を示すことができなかった。この結果から細胞外αシヌクレインオリゴマーの除去だけでは病態修飾に不十分と考えられる。神経変性疾患では凝集蛋白質の蓄積による細胞死だけではなく免疫細胞が引き起こす細胞障害も知られている。そのため凝集蛋白質の除去だけでは十分な治療効果が得られないとう意見もある。

### 神経炎症シグナル伝達
神経炎症は神経変性疾患に共通する特徴である。かつては神経炎症は神経変性に対する反応とみなされていたが、疾患の引き金になったり重要な役割を担うと考えられるようになった。多系統萎縮症の病態に神経炎症が関わっていると考えられている。多系統萎縮症の脳病理ではアストロサイトの増生（アストログリオーシス）とミクログリアの活性化が顕著である。また、多系統萎縮症の脳病理でT細胞の浸潤を確認したという報告もある。モデルマウスによる検討ではαシヌクレインがミクログリアを活性化することを示し、ミクログリアを抑制することで黒質ドパミン作動性ニューロンが回復することが示されている。またPETを用いた検討では多系統萎縮症患者の脳では疾患の初期段階からミクログリアが活性化していること示されている。ミクログリアも治療の標的としても非常に重要である。
TLRシグナルと多系統萎縮症との関連を示唆する報告もある。
ミノサイクリンを用いた臨床研究では一部で脳内ミクログリアの活性の抑制が認められたがUMSARSスコアでプラセボと有意差が認められなかった。モデルマウスにおいてαシヌクレイン免疫療法とレナリドマイドの併用療法が有効という報告がある。

### その他
鉄代謝異常やオートファジー機能障害や遺伝的な要因やエピジェネティックな機序も関係している。

## 画像

### MRI
MSAでは橋や小脳、被殻の萎縮などを中心に様々な異常を呈する。これらの異常は基本的にMSAに生じる病理学的な変化を捉えていると考えられている。MRI検査では被殻、橋、中小脳脚、小脳皮質の病変が特徴的である。そして臨床症状に対応するようにMSA-Pでは被殻病変が出現しやすく、MSA-Cでは橋や小脳の病変が出現しやすい。またMSAでは上小脳脚に目立った異常を示さないため進行性核上性麻痺などとの鑑別に有効である。MSAにおけるMRIの異常所見は病初期に認めなくとも病期の進行に伴って新たに出現することが報告されている。
八木下らは0.5TのMRIでMSAに属するオリーブ橋小脳萎縮症(OPCA)、線条体黒質変性症(SND)、シャイ・ドレーガー症候群(SDS)の脳幹と小脳の病変の特徴を解析している。
彼らの解析では脳幹と小脳の萎縮はOPCAが最も高度で広範であり、次いでSND、SDSという順になった。3疾患とも橋底部は下部が上部より、小脳は上部が下部よりも高度な萎縮が認められた。この結果から橋小脳路の変性は橋底部下部と小脳上部を結ぶ線維から進行することが示唆された。
| 部位           | 正常測定値(mm) | OPCA(mm) | SND(mm)  | SDS(mm)  |
| -------------- | -------------- | -------- | -------- | -------- |
| 中脳視蓋       | 2.6±0.6        | 2.2±0.4  | 2.3±0.4  | 2.5±0.7  |
| 中脳被蓋       | 11.1±1.4       | 9.6±0.9  | 9.6±1.2  | 10.2±0.9 |
| 橋上部被蓋     | 6.5±0.8        | 4.8±1.1  | 5.9±0.7  | 5.9±1.1  |
| 橋上部底部     | 17.4±1.4       | 11.1±3.0 | 12.0±3.3 | 13.8±2.5 |
| 橋下部被蓋     | 4.6±0.9        | 3.6±0.4  | 4.5±1.0  | 4.6±0.7  |
| 橋下部底部     | 15.3±1.0       | 8.3±2.7  | 9.8±2.0  | 11.7±1.7 |
| 延髄           | 11.3±1.4       | 10.0±1.3 | 10.3±2.0 | 11.0±1.3 |
| 第四脳室前後径 | 11.7±1.7       | 15.1±2.4 | 15.3±2.7 | 13.6±1.9 |
| 第四脳室横径   | 15.4±2.3       | 22.9±3.5 | 20.6±2.7 | 19.3±3.7 |

被殻
MSAにおいて被殻では神経細胞の変性と脱落、グリオーシスと鉄の沈着などをきたし全体として萎縮する。萎縮は特に腹側よりも背側に強いことが一般的である。被殻が萎縮することによってMRI上、外側の境界が正常では外側に凸になっているがMSAでは直線上になる。被殻の萎縮に伴い、被殻の最外側を中心にT2強調画像で線状の高信号となる病変を認める。被殻外縁や外包で組織菲薄化に伴い細胞外スペースでの水分含有量が増加したことを反映した所見と考えられている。この病変をDPH(dorolateral putaminal high intensity)またはスリットサインという。使用するMRIの磁場強度で信号が異なる。すなわち萎縮の程度（T2高信号を反映）と鉄の含有（T2低信号を反映）の総和で決まる。DPHはMSAで特徴的な所見であるがSCA17や成人型GM1ガングリオシドーシスなどでも認められることがある。
健常者でもしばしば被殻外縁がT2高信号を示す場合もある。健常者では外縁全体あるいは前方部にみられやすく、2mm以下の厚さで連続性が保たれることが多いのに対して、MSAでみられる異常は後方優位で連続性が失われていることがあり被殻の萎縮を伴うことが多い。被殻の外側が正常では外側に向けて凸になるがMSAでは被殻の萎縮のため直線上になっていることが多い。線状の高信号が被殻を超えて内包前脚に達するのはMSAの所見ではない。
橋
MSAにおいて橋では、橋核の神経細胞の変性と脱落、グリオーシスと横走線維の変性などをきたし、全体として萎縮を認める。橋の萎縮は橋蓋部に比べて底部に強いことが特徴である。橋底部では正常では腹側に向け凸になっているがMSAでは逆に陥凹している。また病理学上、橋では橋核とともに横走線維が変性するため橋内にT2強調画像十字状に高信号を呈するhot cross bun sign(HCB)が認められる。HCBを認めた場合診断的価値も高いが病初期には認めないことも多い。病初期には軽度の横走線維の変性を反映し、横走するT2高信号は認めず、縦走するT2高信号のみ認めることがある。この場合連続する2スライス以上で縦走するT2高信号を認めた場合はMSAとして診断価値があるとされている。HCBはDPHと同様にMSAに特徴的とされているがSCA2、SCA3、SCA7、SCA8などでも認められることが報告されている。HCBはMSAに特異的ではない。
小脳
MSAにおいては小脳では広範なプルキンエい細胞の脱落や小脳白質有髄線維の脱落、顆粒細胞の減少、グリオーシスなどが認められる。下小脳脚と中小脳脚の萎縮が認められるが上小脳脚は比較的保たれる特徴がある。MRIではこれらを反映し小脳および中小脳脚の萎縮などをきたす。小脳の萎縮はMRI上、水平断では横走slitが多数入るようになり、矢状断ではシダの葉のような形態をとることになる。小脳では小脳皮質の萎縮が認められる。また中小脳脚では萎縮に伴い、T2高信号の病変を伴うことがある。中小脳脚のT2高信号はFAXTASなど他疾患でも認められることがある。
上小脳脚
小脳失調を来す疾患には上小脳脚が障害される進行性核上性麻痺(PSP)、SCA3、歯状核赤核淡蒼球ルイ体萎縮症(DRPLA)と上小脳脚の障害が軽いMSAの初期、SCA2、SCA6、SCA31などが知られている。特にPSPにおいては歯状核の変性や赤核および視床の腹外側核が脱髄を示すため上小脳脚の病変が必発である。Tsuboiらは剖検例で対照と比較してPSP患者における上小脳脚の幅が有意に短縮を示していることを報告している。一方でMSAは一般的に上小脳脚の異常を示さないためにPSPの鑑別に上小脳脚病変の有無に着目することが有用と考えられている。

### 脳血流シンチグラフィー
MSA-Cでは小脳と脳幹の血流低下が報告されている。

### MIBGシンチグラフィー
MIBGシンチグラフィーではH/M比の低下やWRの亢進は認められない。しかしiLBD（incidental lewy body disease）を合併した例の報告がある。

## 診断

### Quinnの診断基準
1989年にQuinnは自身の経験や文献的な知見に基づく、多系統萎縮症の診断基準を提唱した。この診断基準では多系統萎縮症を線条体黒質変性症型とオリーブ橋小脳萎縮症型に分け、診断の確度をpossible、probable、definiteの3段階とし、パーキンソン病よりも多系統萎縮症を支持する所見をred flagsとして挙げるなど、その後の診断基準の骨格となる要素が含まれている。

### 第1回合意声明
1998年に多系統萎縮症の診断基準に関する第1回合意声明が出された。パーキンソン症候群を主体とする場合はMSA-P、小脳性運動失調症を主体とする場合はMSA-Cという2つの分類になった。シャイ・ドレーガー症候群に相当する病型はQuinnの診断基準同様になくなった。これはシャイ・ドレーガー症候群と呼ばれる病型の中に多系統萎縮症以外にレビー小体病としての純粋自律神経不全症やパーキンソン病などが混在してしまう可能性を考慮した結果である。また診断の確度をpossible、probable、definiteの3段階とした点、probable以上の臨床診断では自律神経症状が必発であり、自律神経症状の重要性が強調された点はQuinnの診断基準から引き継がれた。

### 第2回合意声明
2008年に多系統萎縮症の診断基準に関する第2回合意声明が出された。Gilman分類第2次コンセンサス分類とも言われる。
第２回合意声明の特徴としてはpossible例、probable例ともに診断のためには自律神経障害の存在が必須になった、感度を高めるためにadditional featuresが追加された、red flagsが採用された、αシヌクレイン陽性GCIが規定されたことなどが挙げられる。第1回合意声明に比べて、ほぼ確実例の診断は大幅に簡素化された。しかしこの基準では自律神経系と運動系（小脳性運動失調またはパーキンソン症候群）が診断に必須であるため診断時にはかなり進行した状態になっている。
確定例
確定例は病理診断された症例である。中枢神経に広範囲かつ大量のαシヌクレイン陽性GCIを伴う神経病理学的所見が認められ、線条体黒質またはオリーブ橋小脳の神経変性を伴う。
ほぼ確実例
尿失禁もしくは起立性低血圧を含む自律神経障害の存在を必須とし、L-DOPA反応不良のパーキンソン症状もしくは小脳性運動失調の存在が必要である。
疑い例
小脳性運動失調もしくはL-DOPA反応性を問わないパーキンソン症候群に加え、ほぼ確実例の基準を満たさない自律神経障害に加えて、少なくともひとつの補足的特徴を有する。MSA-PないしMSA-C疑い例の補足的特徴は
- 腱反射亢進を伴うバビンスキー徴候
- 喘鳴

MSA-P疑い例の補足的特徴は
- 急速進行性のパーキンソン症候群
- L-DOPAへの反応不良
- 運動症状発現3年以内の姿勢保持反射障害
- 小脳性運動失調、肢節運動失調、もしくは小脳性眼球運動障害
- 運動症状発現5年以内の嚥下障害
- MRI上の被殻、中小脳脚、橋、もしくは小脳の萎縮
- FDG-PETでの被殻、脳幹もしくは小脳の代謝低下

MSA-C疑い例の補足的特徴は
- パーキンソン症候群
- MRI上の被殻、中小脳脚、もしくは橋の萎縮
- FDG-PETでの被殻、脳幹もしくは小脳の代謝低下
- SPECTあるいはPETでのシナプス前黒質線条体ドパミン作動性脱神経

である。
MSAの診断を支持する特徴(red flags)
MSAの診断を支持する特徴としては
- 口顔面ジストニア
- 過度の頸部前屈
- 腰曲がり（Camptocormia、詳細は首下がり症候群も参照）
- 手または足の拘縮
- 吸気性ため息
- 重度の発声障害
- 重度の構音障害
- いびきの新規発生あるいは増強
- 手足の冷感
- 病的笑いあるいは病的泣き
- ジャーク様、ミオクロニー姿勢時／運動時振戦がある。

MSAの診断を支持しない特徴
当初は支持しない特徴とされていたが下記の特徴をもつMSAは決して稀ではないことが明らかになりつつある。
- 古典的な丸薬丸め様静止時振戦
- 臨床的に明らかなニューロパチー
- 非薬剤性幻覚
- 75歳以上の発症
- 運動失調もしくはパーキンソン症候群の家族歴
- 認知症
- 多発性硬化症を示唆する白質病変

診断の評価
MSA-Cが多くを占める日本と状況は異なるがアメリカでの検討では臨床診断でMSAであっても病理診断でMSAとなる例は62%のみであり、残りの38%は別の疾患であった。その内訳はレビー小体型認知症が37%で進行性核上性麻痺が29%であった。probable MSAでの正診率は71%、possible MSAでは60%であった。
鑑別診断
自律神経障害という点ではレビー小体型認知症、小脳失調という点では進行性核上性麻痺が重要な鑑別疾患となる。レビー小体病でも高度な自律神経障害を伴うことはあるがMSAの自律神経障害は節前線維、レビー小体病の自律神経障害は節後神経を首座とかんがられているためMIBGシンチグラフィーが鑑別に有効である。MSAの小脳失調は中小脳脚、PSPの小脳失調は上小脳脚が首座と考えられており頭部MRIの評価が重要である。

#### 第2回合意声明の問題点
第2回合意声明は簡便で汎用性が高いが様々な問題点が指摘されている。診断の正確性、起立性低血圧の取り扱い、除外基準、画像所見の問題点がしばしば指摘されている。
診断の正確性
第2回合意声明は診断感度が低いと言われている。第1回合意声明よりも初回受診時における疑い例の感度が向上すると期待されていたが第1回合意声明の28％から41％と13％の改善に留まった。多系統萎縮症は発症時からほぼ同時に運動機能異常と自律神経不全をともに認める症例は11％と少ない。発症から診断基準を満たすまでの中央値は2年であった 。
他疾患との鑑別の問題もある。1998年から2014年に米国で多系統萎縮症と臨床診断された134例の連続剖検例の検討をした。62％（83/134）の病理診断は多系統萎縮症であったが、38％（51/134）の病理診断は多系統萎縮症以外であった。その内訳はレビー小体型認知症（19/51）、進行性核上性麻痺（15/51）、パーキンソン病（8/51）、その他（9/51）であった。1989年から2017年に英国で多系統萎縮症と臨床診断された203例の剖検例の検討がある79％（160/203）は病理診断も多系統萎縮症であったが、21％（43/203）は多系統萎縮症以外であった。その内訳はパーキンソン病（26/43）、進行性核上性麻痺（13/43）、その他（4/43）であった。
起立性低血圧の取り扱い
1989年から2017年に英国で多系統萎縮症と臨床診断された203例の剖検例の検討がある。この検討では26例が病理診断はパーキンソン病であった。この検討でMSAと臨床診断されたパーキンソン病患者の自律神経障害の頻度と程度を検討したところ、パーキンソン病患者の60％が高度の起立性低血圧を呈しており、その頻度は多系統萎縮症と同等であった。これらの症例は高度な自律神経障害を呈したため多系統萎縮症と臨床診断されたと考えられる。
かつては、パーキンソン病の診断基準において高度の起立性低血圧は除外基準であった。しかしその後の検討ではパーキンソン病の30％に起立性低血圧が認められ、起立性低血圧で発症するパーキンソン病も報告されている。2015年のMDSのパーキンソン病診断基準では起立性低血圧は除外基準に位置づけられていない。またレビー小体型認知症でも効率に起立性低血圧が認められる。
除外基準
発症年齢、家族歴、認知機能低下の除外基準は見直しが必要と指摘されている。日本からの報告では多系統萎縮症と病理診断された193例中9例（およそ5％）が75歳以上で発症しており、高齢発症の多系統萎縮症は稀であるが存在する。また非常に稀であるが家族性多系統萎縮症も報告されている。また多系統萎縮症と病理診断された148例の検討では30例（およそ20％）になんらかの認知機能障害が認められた。そのうち80％（24/30）では遂行機能障害を主体とした前頭葉機能障害を、60％（18/30）では種々の程度の記憶障害を示した。
画像所見
第2回合意声明ではMRI所見は萎縮のみを指標としており、多系統萎縮症に特徴とされる被殻背外側のT2高信号もしくは低信号、橋のhot cross bun signは基準に含まれていない。しかし、約30％の症例で、こうしたMRIの異常所見の出現が診断基準よりも先行したとの報告がある。

### 第3回合意声明
2022年にオーストリア・インスブルック医科大学のGregor Wenning教授が主導する形で第三回合意声明が出された。これをMDS(Movement Disorder Society)によるMSA診断基準という。MDSによるMSA診断基準では診断の確実性が4つのレベルで評価される。その4つはNeuropathologically established MSA、clinically established MSA、clinically probable MSA、possible prodromal MSAである。 Neuropathologically established MSAは病理診断である。その他の項目は必須の所見、中核的臨床所見、支持的臨床所見、MRIマーカー、除外項目から基準が構成される。この診断基準の妥当性は評価されており、clinically established MSAは特異度が極めて高い。

## 治療
多系統萎縮症の治療は発症・病態進行を阻止する疾患修飾療法と対症療法に分かれる。

### 疾患修飾療法
多系統萎縮症の疾患修飾療法は確立していない。作用機序別にαシヌクレイン発現抑制、αシヌクレイン凝集抑制、免疫治療、神経炎症制御、細胞内分解機能促進、神経保護に大別される。

### 対症療法
運動失調症、パーキンソン症候群、自律神経障害などの症状に対して対症療法が行われる。

#### 運動失調症
甲状腺刺激ホルモン放出ホルモン誘導体であるプロチレリン（商品名、ヒルトニン）とタルチレリン（商品名、セレジスト）
が利用されている。タルチレリンの作用機序はアセチルコリン、ドパミン、ノルアドレナリン、セロトニン神経系を活性化させ、脊髄反射増強作用、神経栄養因子作用、局所グルコース代謝促進作用などにより運動失調症を改善させると動物実験で考えられている。運動・作業のリハビリテーションも有効である。

#### パーキンソン症候群
パーキンソン症候群に対して、パーキンソン病に準じてレボドパなどを用いる。

#### 自律神経障害
起立性低血圧
起立性低血圧に対して、弾性ストッキング、姿勢指導(急激な起立の回避、症状出現時のしゃがみ込みや足組み、夜間睡眠時の頭部挙上)、塩分負荷食、少量の頻回食、交感神経刺激薬、塩分保持性ステロイドなどを用いる。
| 薬物                              | 商品名          | 作用機序                   |
| --------------------------------- | --------------- | -------------------------- |
| フルドロコルチゾン（0.1 - 0.3mg） | フロリネフ      | 循環血液量の増加           |
| エリスロポエチン（6000単位）      | エポジンなど    | 循環血液量の増加           |
| デスモプレシン                    | デスモプレシン  | 循環血液量の増加           |
| ジヒドロエルゴタミン(36mg)        | ジヒデルゴット® | 静脈の交感神経刺激         |
| ミドドリン（4?8mg）               | メトリジン      | 直接的α2刺激               |
| アメジニウム(20mg)                | リズミック      | ノルアドレナリン再吸収阻害 |
| ドロキシドパ（600 - 900mg）       | ドプス          | ノルアドレナリンの前駆物質 |
| クロニジン（0.225 - 0.45mg）      | カタプレス      | 部分的α2刺激               |
| オクトレオチド                    | サンドスタチン  | 食後低血圧の予防           |
| β遮断薬                           |                 | 血管拡張、頻脈の抑制       |
| ピリドスチグミン                  | メスチノン      | 節前線維神経伝達改善       |

排尿障害
排尿障害（尿失禁、頻尿）に対して抗コリン薬などを用いる。残尿が100 ml以上ある場合や尿閉に対して、間欠自己導尿 (CIC) を行う。
睡眠障害
睡眠時無呼吸に対して、簡易呼吸補助器 (CPAP) などを用いる。

## 予後
日本の多系統萎縮症患者230名の後ろ向き検討では中央値では発症後3年で歩行に介助が必要となり、5年で車椅子生活となり8年で寝たきり、9年で死亡するという経過が示されていた。その後は自然史研究のため多施設共同体制で研究がされている。日本ではJAMSAC(Japan Multiple System Atrophy Consortium)、ヨーロッパではEMSA SG(European multiple system atrophy group)、北米ではNAMSA SG(North American multiple system atrophy group)がある。NAMSA SGのMayらは北米のMSAの患者を対象にUMSARS (PDF) を用いて自然史の前向き縦断研究を1年間行い、治験デザインに関する検討を行った。検討したスケールの中ではUMSARSの運動機能に関する評価スコア(UMSARS partII)が進行をとらえる評価スケールでは最も有用であった。共分散分析を行いパワー計算を行った。2群間の違いを見逃さない可能性をパワーという。1年間の治験器官でUMSARSの運動機能に関する評価スコアが20%減少するという改善効果を検出するには90%パワーでは609名、80%パワーでは455名の症例が必要という結果になった。これは現実的には不可能な症例数であり臨床症状以外により感度の高い評価項目が必要と考えられている。
アメリカ(US study)と欧州(European study)で大規模コホート研究はそれぞれ2015年と2013年に結果が公表された。
|                      | US study | European study |
| -------------------- | --- | --- |
| 研究デザイン         | 米国12施設で全方向的に175例を6ヶ月ごと、5年間にわたってフォロー                                                                                      | 欧州15施設で前方向的に141例を6ヶ月ごと、2年間にわたってフォロー                                                                                |
| 対象症例             | probable MSA-P、probable MSA-C | probable MSA-P、probable MSA-C、possible MSA-P、possible MSA-C                                                                                 |
| 評価項目             | UMSARSⅠ、UMSARSⅡ、COMPASSなど | UMSARSⅠ、UMSARSⅡ、COMPASSなど |
| 生存期間             | 中央値9.8年 | 中央値9.8年 |
| 評価項目             | UMSARSⅠ、UMSARSⅡ、COMPASSなど | UMSARSⅠ、UMSARSⅡ、COMPASSなど |
| 予後予測因子         | 診断時の重度の自律神経障害、MSA-PとMSA-Cでは違いなし                                                                                                 | MSA-PはMSA-Cよりも予後不良 |
| 進行速度             | UMSARSⅠは1年目は1ヶ月で0.3ポイントの増悪で2年目も1ヶ月で0.3ポイントの増悪、UMSARSⅡは1年目は1ヶ月で0.5ポイントの増悪で2年目も1ヶ月で0.3ポイントの増悪 | UMSARSⅠは1年目は1ヶ月で0.5ポイント、2年目も1ヶ月で0.2ポイントの増悪、UMSARSⅡは1年目は1ヶ月で0.7ポイントの増悪で2年目も1ヶ月で0.4ポイントの増悪 |
| 臨床治験における予測 | probable MSAは臨床スコアの変化が大きくない進行期の段階                                                                                               | Possibleと早期MSAは臨床スコアの変化の大きさと関連                                                                                              |
| 剖検による確認       | 16/16(100%) | 2/2(100%) |

上記に示したようにいずれも平均予後は9.5年（中央値）で日本での検討と一致した。その他の検討では594例のMSAの検討で生命予後の中央値は7.51年であり、発症3年以内の転倒、膀胱症状、発症3年以内の尿道カテーテルの使用、発症1年以内のOH、高齢発症、自律神経スケール(COMPASS)で評価した自律神経不全の程度が予後不良因子であった。またMSAの予後は起立性低血圧を伴うパーキンソン病よりも不良であると報告されている。
多系統萎縮症ではしばしば夜間突然死が報告されており、気管切開下の機械的人工呼吸療法を行っても突然死に至る症例もありそのメカニズムは解明されていない。突然死した4例の多系統萎縮症の病理学的な解析から心血管機能と呼吸機能を司る延髄のセロトニン作動性ニューロンの障害が突然死と関連する可能性が示唆されている。

## トピックス

### 多系統萎縮症と神経炎症
多系統萎縮症に対して免疫治療が有効な可能性が示唆されている。

#### 橋本脳症
抗NAE抗体は橋本脳症のバイオマーカーとして知られている。抗NAE抗体陽性の多系統萎縮症の報告がある。免疫治療抵抗性の報告もある。多系統萎縮症47例を対象に抗NAE抗体の測定を行った研究がある。抗NAE抗体の陽性率は31.9％であり抗NAE抗体陽性例は陰性例よりも発症から車椅子生活までの期間が短かった。多系統萎縮症患者に免疫グロブリン大量療法を行いUMSARSが改善したという報告があるがこの研究では抗NAE抗体は測定されていない。。

#### IgLON5抗体関連疾患
IgLON5抗体関連疾患は病理学的には神経変性とタウ沈着を起こす自己免疫性脳炎である。眼球運動障害、運動異常症、認知機能障害、球麻痺、自律神経障害、睡眠障害、神経筋障害など多彩な症状を呈する。これらの症候の組み合わせにより進行性核上性麻痺、大脳皮質基底核症候群、多系統萎縮症、筋萎縮性側索硬化症 といった神経変性疾患の臨床像に類似することがある。原著の8例では免疫治療の改善例は1例で不変が7例であった。最終的な転帰は死亡が6例で、そのうち3例が就寝中の突然死であった。上記報告のため当初は予後不良な疾患と考えられていた。その後、免疫治療での症状改善例が報告され、40％程度が治療に反応すると報告されている。IgLON5抗体関連疾患で5例probable MSAの基準を満たした例が報告されている。

#### その他
抗Homer-3抗体陽性で免疫治療で症状が悪化した多系統萎縮症のような症状の報告もある。

#### 神経炎症
神経炎症は神経変性疾患に共通する特徴である。かつては神経炎症は神経変性に対する反応とみなされていたが、疾患の引き金になったり重要な役割を担うと考えられるようになった。多系統萎縮症でもパーキンソン病やアルツハイマー病と同様に自然免疫系だけではなく獲得免疫系も病態に関わっていると考えられる。

### 純粋自律神経不全症との関係
純粋自律神経不全症の一部は同じレビー小体病であるパーキンソン病や多系統萎縮症に変化する。

### バイオマーカー
多系統萎縮症の早期診断にはバイオマーカーの開発が有効である。クライオ電子顕微鏡を用いることで多系統萎縮症患者の脳のαシヌクレイン封入体の構造が明らかになった。
超音波処理により人工的にプリオン蛋白を増幅する手法であるPMCAを用いることで、パーキンソン病と多系統萎縮症では脳脊髄液中のαシヌクレイン凝集体の凝集速度や最大蛍光の高さが有意に異なることが明らかになった。またプリオン蛋白を検出する超高度技術であるRT-QuICを用いた検討でも、seeding活性を示す指標を用いた多系統萎縮症と他疾患の鑑別システムの開発が進んでいる。ニューロフィラメント軽鎖（NfL）も他の方法と組み合わせて多系統萎縮症のバイオマーカーになるという報告もある。またαシヌクレインを可視化するPETをプローブも開発が進んでいる。